# سندن، اسکس
سندن (به انگلیسی: Sandon) یک روستا و محله مدنی در بریتانیا است که در چلمزفورد واقع شده‌است. سندن ۱٬۶۱۲ نفر جمعیت دارد.